# أحمد الخضر
أحمد محمد الخضر (30 نوفمبر 1984) هو لاعب كرة قدم لبناني سابق لعب في مركز قلب الدفاع، ومثل لبنان دوليا بين عامي 2008 و2010، وهو من أصل فلسطيني.

## مهنة النادي
في صيف 2007، انضم إلى نادي الأنصار قادمًا من التضامن صور قبل انطلاق الدوري اللبناني الممتاز 2007-08. كما لعب مع ناد الإرشاد شحيم.

## روابط خارجية
- أحمد الخضر على موقع قاعدة بيانات كرة القدم.إي يو (الإنجليزية)
- أحمد الخضر على موقع Soccerway.com (الإنجليزية)